# 솔개초등학교
솔개초등학교는 대한민국 경기도 용인시 수지구에 있는 공립 초등학교이다.

## 학교 연혁
- 2001. 01. 05 솔개초등학교 설립 인가
- 2002. 05. 25 초대 김영덕 교장 취임
- 2002. 06. 10 솔개초등학교 개교(10학급)
- 2002. 07. 05 12학급 인가, 편성
- 2002. 09. 05 14학급 인가, 편성
- 2002. 10. 25 15학급 인가, 편성
- 2003. 01. 10 솔개초등학교 병설유치원 1학급 인가
- 2003. 02. 18 제1회 졸업식(54명)
- 2004. 11. 12 학교 도서관 개관
- 2005. 03. 01 24학급 인가, 편성(전교생866명)
- 2006. 03. 01 병설유치원 1학급 인가 편성(35명)
- 2007. 03. 02 2대 기옥도 교장 취임
- 2008. 03. 01 31학급인가, 편성
- 2009. 03. 02 3대 박노삼 교장 취임
- 2011. 03. 01 솔개초 병설유치원 특수반 설치
- 2012. 03. 01 30학급 편성
- 2013. 03. 01 제4대 이구남 교장 부임
- 2013. 03. 01 31학급 편성(유치원 2학급)
- 2014. 03. 01 30학급 편성
- 2014. 09. 01 제5대 이동백 교장 취임
- 2015. 03. 01 30학급 편성(유치원 2학급)